# 茨城県道34号竜ヶ崎阿見線
茨城県道34号竜ヶ崎阿見線（いばらきけんどう34ごう りゅうがさきあみせん）は、茨城県龍ケ崎市から稲敷郡阿見町に至る県道（主要地方道）である。

## 概要
龍ケ崎市田町の大統寺前交差点で茨城県道5号竜ヶ崎潮来線より分岐北上して、国道408号交点である牛久市正直町交差点を経て、阿見町青宿の阿見坂下交差点で国道125号現道に接続する県道路線。現道に並行するバイパスとして、首都圏中央連絡自動車道（圏央道）阿見東インターチェンジ (IC) と接続する牛久市久野町 - 阿見町島津を結ぶバイパス道路があり、龍ケ崎市内にも中心市街地から竜ヶ崎ニュータウン龍ケ岡地区を結ぶバイパスが通る。

### 路線データ
- 起点：茨城県龍ケ崎市田町3458番地先（茨城県道5号竜ヶ崎潮来線交点 = 大統寺前交差点）[1]
- 終点：茨城県稲敷郡阿見町大字青宿字境349番5地先（国道125号交点 = 阿見坂下交差点）[2]
- 総延長：28.180 km[3]
- 重用延長：0.189 km[3]
- 未供用延長：なし[3]
- 実延長：27.991 km[3]
- 自動車交通不能区間延長[注釈 1]：なし[3]
- 幅員
  - バイパス区間：30 m（車道部13 m/4車線または、6.5 m/暫定2車線）[4]

## 歴史
1977年（昭和52年）2月14日、前身にあたる県道木原竜ヶ崎線（稲敷郡美浦村大字木原 - 竜ケ崎市、整理番号130）の一部、県道幸谷阿見線（稲敷郡河内村大字幸谷 - 同郡阿見町、整理番号270）の一部を廃止・統合し、主要地方道に昇格した新しい県道路線として、起点を竜ヶ崎市、終点を阿見町とする県道竜ヶ崎阿見線（整理番号52）として認定された。
その後、1995年（平成7年）3月30日に茨城県道の路線再編成が行われたことにより、整理番号34に変更され現在に至る。

### 年表
- 1959年（昭和34年）10月14日：本路線の前身に当たる県道木原竜ヶ崎線（美浦村木原 - 竜ケ崎市上町、図面対象番号68）、県道幸谷阿見線（河内村幸谷 - 阿見町廻戸、図面対照番号213）が路線認定される[8]。
- 1977年（昭和52年）2月14日
  - 主要地方道竜ヶ崎阿見線（整理番号52）として路線認定される[6]。
  - 道路の区域を、竜ケ崎市 - 稲敷郡阿見町大字青宿（18.515 km）に決定する[1]。
  - 同時に、前身にあたる県道木原竜ヶ崎線（稲敷郡美浦村大字木原 - 竜ケ崎市、整理番号130）、県道幸谷阿見線（稲敷郡河内村大字幸谷 - 同郡阿見町、整理番号270）を廃止[9]。
- 1986年（昭和61年）1月20日：竜ケ崎市大字大徳字出し山（出し山町交差点） - 同市大字羽原（冨士浅間神社付近）の新道（約1.0 km）を供用開始[10]。
- 1987年（昭和62年）2月5日：牛久市正直町（正直町交差点） - 同市久野町のルートを牛久市道との振り替えにより[注釈 3]、狭隘な旧道（2.035 km）が牛久市道へ降格[11]。
- 1989年（平成元年）7月26日：竜ヶ崎市羽原町 - 同市貝原塚町の新道区間（約2.0 km）が開通[12]。
- 1993年（平成5年）5月11日：建設省から、県道竜ヶ崎阿見線が竜ヶ崎阿見線として主要地方道に指定される[13]。
- 1995年（平成7年）3月30日：整理番号52から現在の番号（整理番号34）に変更される[7]。
- 2000年（平成12年）4月1日：牛久市久野町 - 稲敷郡阿見町大字阿見の区間を、通行する車両の最大重量限度25トンの道路に指定[14]。
- 2001年（平成13年）3月1日：龍ケ崎市田町 - 牛久市正直町の区間を、通行する車両の最大重量限度25トンの道路に指定[15]。
- 2004年（平成16年）
  - 3月22日：牛久市久野町 - 稲敷郡阿見町中央、阿見町大字阿見の各区間が、通行する車両の高さの最高限度4.1 mの道路に指定される[16]。
  - 11月26日：阿見町大字追原（国道125号バイパス） - 同町大字島津（国道125号旧道）までの新規バイパスの一部区間（1.31 km）が暫定2車線にて部分開通[17]。
- 2005年（平成17年）8月25日：阿見町星の里地内（阿見東工業団地）の新規バイパスの一部区間（500 m）が部分開通[18]。
- 2007年（平成19年）3月10日：阿見町大字吉原（首都圏中央連絡自動車道阿見東IC） - 同町星の里（阿見東工業団地）までの新規バイパスの一部区間（2.22 km）が部分開通[19]。
- 2009年（平成21年）
  - 1月22日：阿見町大字吉原（現よしわら地区）の一部区間を、電線共同溝を整備すべき道路に指定[20]。
  - 7月6日：阿見町大字吉原（茨城県道231号稲敷阿見線） - 同町星の里（阿見東部工業団地）の新規バイパスの一部区間 (900m) が暫定2車線にて部分開通[21]。
- 2010年（平成22年）8月5日：阿見町大字吉原（バイパス：薬師山交差点 - 新山交差点）を、電線共同溝を設置すべき道路に指定[22]。
- 2011年（平成23年）12月27日：阿見町追原（県道231号・追原南交差点 - 国道125号阿見美浦バイパス）の新規バイパスの一部区間（1.11 km）が暫定2車線にて部分開通[23]。
- 2014年（平成26年）
  - 11月25日：土地区画整理事業地にかかる、牛久市久野町（現道交点） - 稲敷郡阿見町吉原の旧道（750 m）が指定解除され廃道となる[24]。
  - 12月2日：阿見町大字吉原（首都圏中央連絡自動車道阿見東IC）- 牛久市久野町の新規バイパスの一部区間（1.2 km）が部分開通[25][26]。
- 2015年（平成27年）12月21日：阿見町吉原地区内バイパス（いぶきの丘大通り）を全線4車線化供用開始[27][28]。
- 2017年（平成29年）7月31日：牛久市久野町 - 稲敷郡阿見町よしわら町四丁目の阿見東IC間のバイパス（約1.0 km）を4車線化拡幅[29]。
- 2021年（令和3年）10月7日：牛久市正直町 - 同市島田町にバイパス道路（1.120 km）を一部新設するための道路区域を指定[30]。
- 2022年（令和4年）
  - 1月17日：バイパスの阿見東部工業団地から国道125号阿見美浦バイパスまで (約2.2 km) を4車線化[31][32]。
  - 2月28日：牛久市島田町 - 牛久市久野町のバイパス延伸区間（2.060 km）の道路区域を指定[33]。
  - 4月1日
    - 牛久市久野町（竜ヶ崎阿見バイパス南端） - 稲敷郡阿見町大字吉原（阿見東インター入口）を、通行する車両の総重量の最高限度25トンの道路に指定[34]。
    - 牛久市久野町（竜ヶ崎阿見バイパス南端） - 稲敷郡阿見町大字吉原（阿見東インター入口）を、通行する車両の高さの最高限度が4.1メートルの道路に指定[35]。
- 2024年（令和6年）3月28日：旧道区間のうち阿見町中央二丁目（中央八丁目交差点） - 茨大農学部前交差点 - 阿見町大字青宿（国道125号阿見坂下交差点）の区間（3.048 km）を区域から除外。阿見町大字島津 - 阿見町大字青宿（国道125号阿見坂下交差点）の国道125号旧道との重用区間（3.912 km）を区域に追加[2]。

## 路線状況
道路法の規定に基づき、以下の区間は緊急輸送道路として機能を維持するため、災害発生時の被害拡大防止を目的に道路用地内に新たに電柱を建てることが制限されている。
- 龍ケ崎市藤ヶ丘（一般県道八代庄兵衛新田線交差） - 稲敷郡阿見町追原（追原交差点）[36]
- 龍ケ崎市中里一丁目（龍ケ崎市道交差：藤ヶ丘７北交差点） - 龍ケ崎市中里一丁目（県道八代庄兵衛新田線交差：竜ヶ岡中央交差点）[37]
- 阿見町若栗（阿見町消防本部） - 同町青宿（阿見坂下交差点）[36]

### バイパス
牛久市久野町から東へ首都圏中央連絡自動車道阿見東ICに接続し、稲敷郡阿見町島津の国道125号旧道に至る延長約7.2 km、幅員30 m（車道部13 m/4車線、6.5 m/暫定2車線）のバイパス道路。阿見東IC直近の沿線には、大型商業施設であるあみプレミアム・アウトレットがある。1997年（平成9年）に阿見東ICへのアクセス道路として事業化され、2014年12月2日に残存区間の阿見東ICから牛久市久野町までの1.2 kmが開通して全線開通した。阿見東ICを中心に牛久市久野町から国道125号阿見美浦バイパスまでの区間が4車線、国道125号阿見美浦バイパス以北の区間が暫定2車線にて供用中である。なお、県道竜ヶ崎阿見線としての区域は島津の交点から旧道の起点であった阿見坂下交差点まで国道125号との重用となる。

### 通称・別名
- たつのこ通り
龍ケ崎市内を南北に縦断する街路の通称で、出し山町交差点 - つくばの里工業団地交差点間が本路線に指定されている。
- いぶきの丘大通り
竜ヶ崎阿見線バイパスの阿見町吉原・よしわら地区内の愛称名で、牛久市・阿見町境界（うしくあみ斎場前） - 主要地方道土浦稲敷線（新山交差点）間の2.1 kmを指す[27]。道路の幅員は30 m（車道部13.0 m/4車線）。大通りの全線にわたり、沿線が土地区画整理事業中の「いぶきの丘阿見東」開発地区となっており、ほぼ中間地点に、圏央道へアクセスする阿見東ICや、あみプレミアム・アウトレットが立地する。
- 海軍道路
本道路の一部区間は、霞ヶ浦海軍航空隊本部と土浦海軍航空隊（現陸上自衛隊土浦駐屯地）とを連絡する道路として大日本帝国海軍が建設したものであり、海軍道路と呼ばれていた。阿見坂にある桜並木は海軍が植えたものである。

### 重複区間
- 茨城県道68号美浦栄線（牛久市久野町 - 牛久市正直町：1,561m）
- 国道125号旧道（阿見町島津 - 阿見町青宿：3,912 m）

### 道路施設
- 学校橋（大正堀川、龍ケ崎市根町 - 愛戸町・出し山町）
- 東田橋（羽原川、龍ケ崎市羽原町・八代町）
- 正直橋（小野川、龍ヶ崎市 - 牛久市境）
- 塙橋（乙戸川・1987年（昭和62年）3月竣工、牛久市）

### 交通量
- バイパス阿見町追原 - 吉原：5,593台/日（平成22年度調査）[4]

## 地理
路線全体は、茨城県南部に広がる稲敷台地上を通る。高低差の少ない河川低地との段丘崖部は、緩やかな坂道となっている。起点付近は龍ケ崎中心市街地、現道の終点付近は阿見町中心市街地内を通る。

### 通過する自治体
- 龍ケ崎市
- 牛久市
- 稲敷郡阿見町

### 交差する道路
- 現道（竜ヶ崎阿見線バイパスを含む）

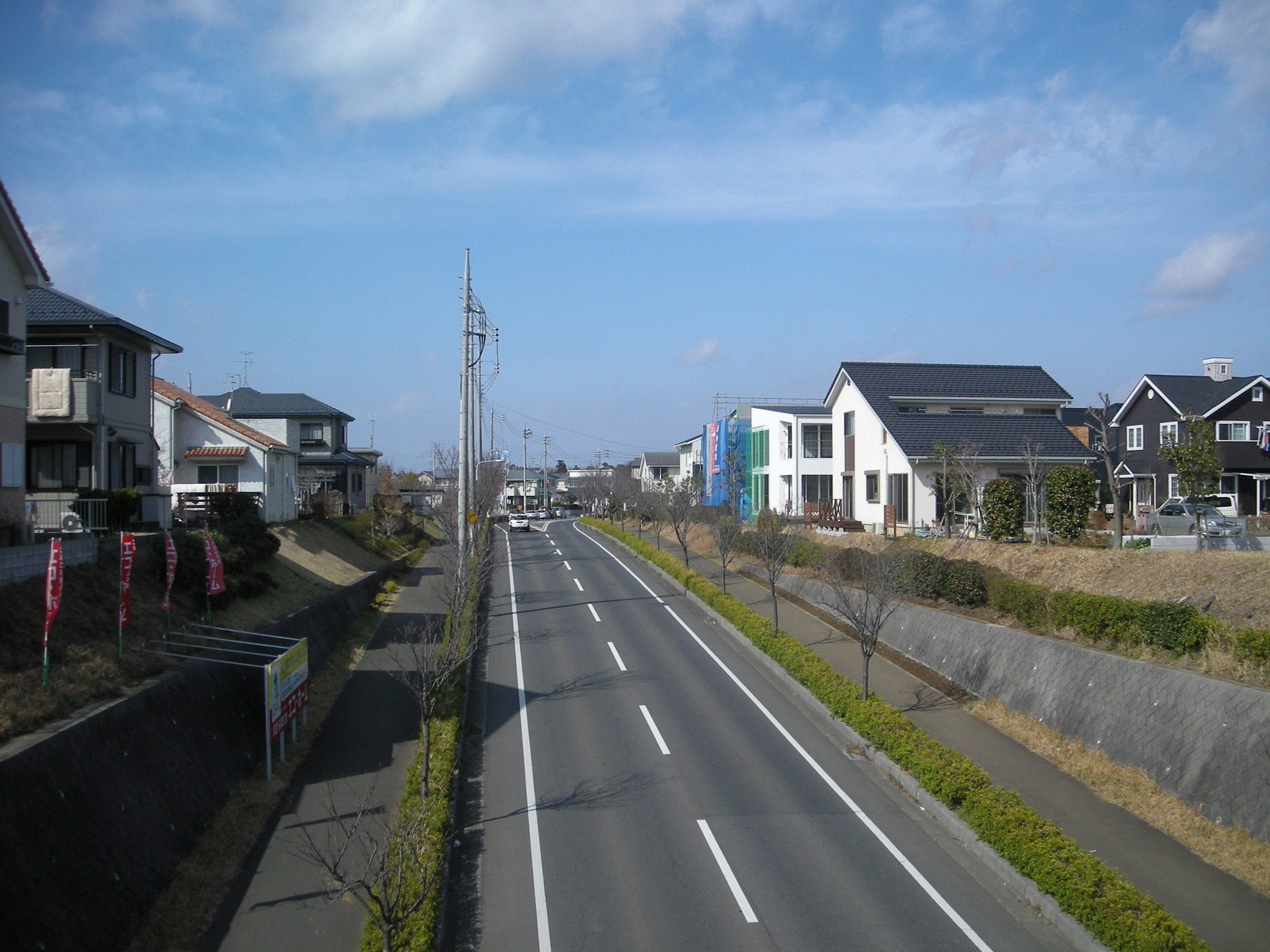
茨城県道34号竜ヶ崎阿見線
龍ケ崎市城ノ内の城ノ内中央交差点付近

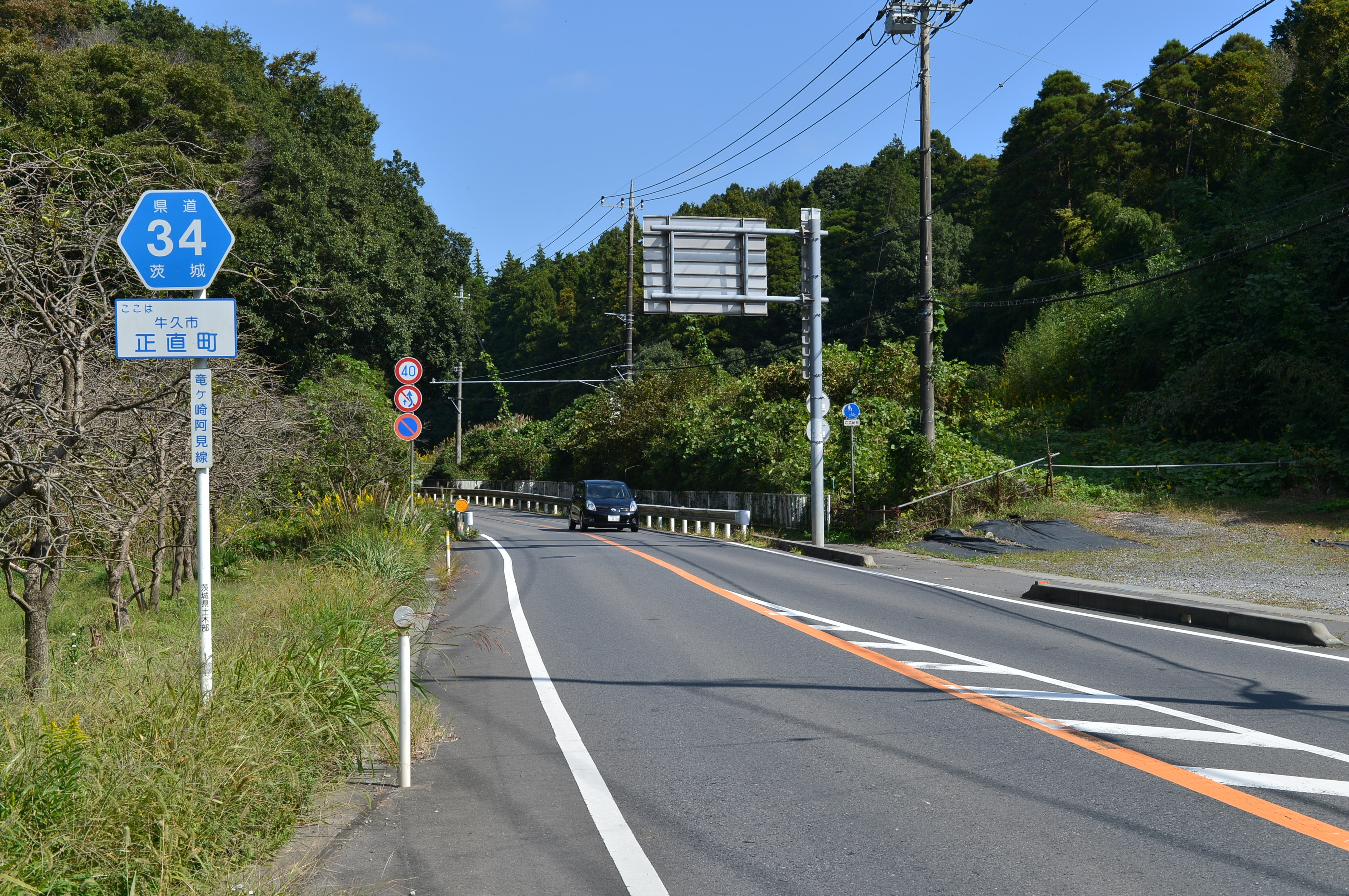
牛久市正直町の正直町交差点付近（2015年10月）

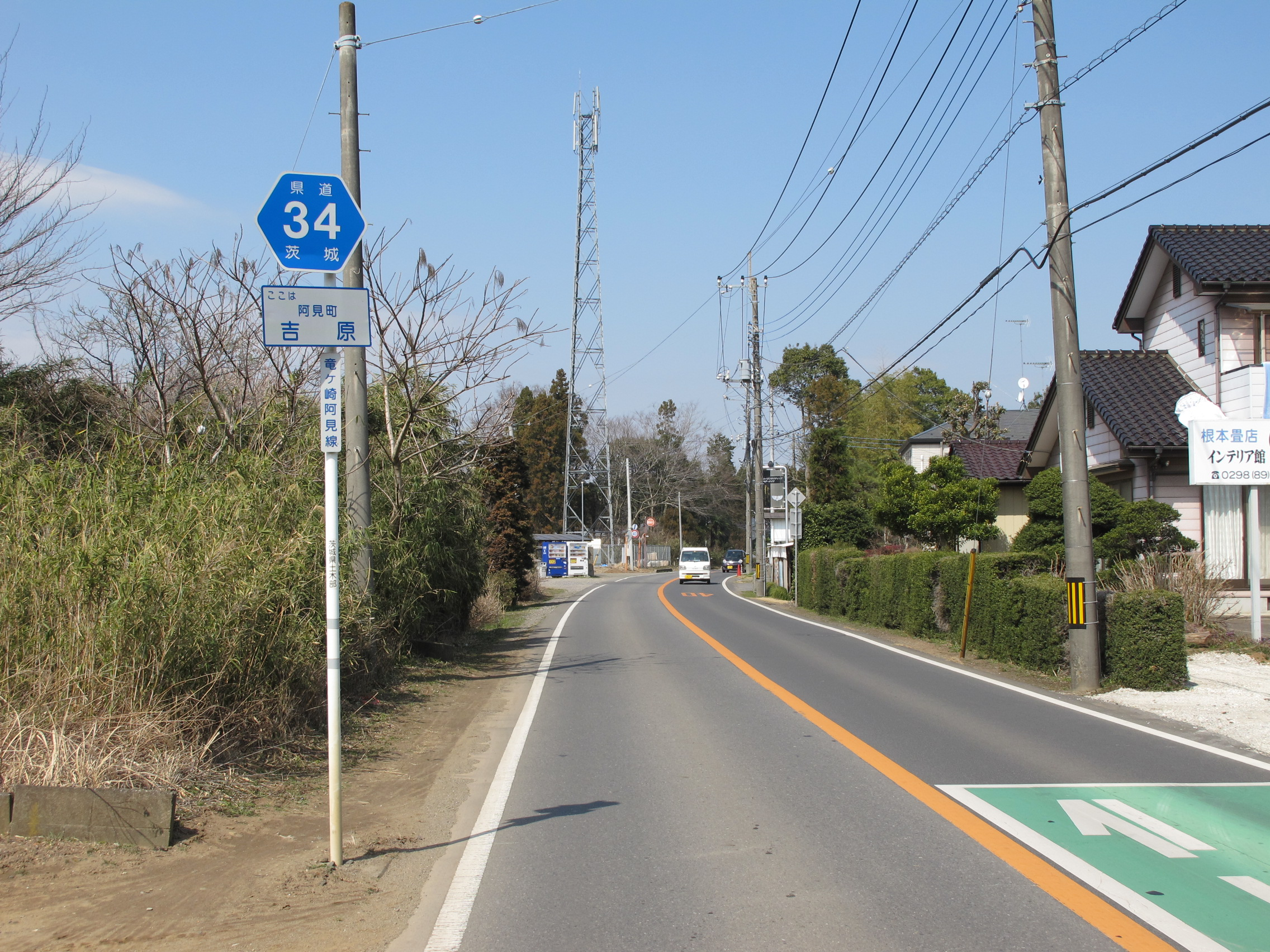
稲敷郡阿見町吉原の旧道区間（2013年3月）

  - 茨城県道5号竜ヶ崎潮来線（起点・龍ケ崎市：大統寺前交差点）
  - 茨城県道243号八代庄兵衛新田線（龍ケ崎市藤ケ丘：竜ヶ丘中央交差点・貝原塚交差点）
  - 国道408号（牛久市正直町：正直町交差点）
  - 茨城県道68号美浦栄線（下久野交差点）
  - 首都圏中央連絡自動車道 阿見東インターチェンジ（稲敷郡阿見町よしわら一丁目：阿見東インター入口交差点）
  - 茨城県道25号土浦稲敷線（稲敷郡阿見町よしわら/吉原：新山交差点）
  - 茨城県道231号稲敷阿見線（稲敷郡阿見町追原：追原南交差点）
  - 国道125号阿見美浦バイパス（稲敷郡阿見町追原：追原交差点）
  - 国道125号旧道（稲敷郡阿見町島津 - 終点・稲敷郡阿見町青宿：阿見坂下交差点）
- 旧道
  - 茨城県道25号土浦稲敷線（稲敷郡阿見町吉原：吉原十字路交差点）

### 沿線にある施設など
現道
- 龍ケ崎市立龍ケ崎小学校（龍ケ崎市）
- 流通経済大学（龍ケ崎市平畑）
- 龍ケ崎郵便局（龍ケ崎市出し山町）
- 龍ケ崎市立八原小学校（龍ケ崎市藤ケ丘一丁目）
- 龍ケ崎済生会病院（龍ケ崎市中里一丁目）
- 龍ケ崎市森林公園（龍ケ崎市泉町）
- 龍ヶ崎カントリー倶楽部（龍ケ崎市泉町）
- 牛久大仏（牛久市久野町）
- ライトウインズ阿見（稲敷郡阿見町よしわら一丁目）
- あみプレミアム・アウトレット（稲敷郡阿見町よしわら四丁目）
- 阿見東部工業団地（稲敷郡阿見町星の里）
- 陸上自衛隊土浦駐屯地（稲敷郡阿見町大字青宿）

旧道
- 阿見消防署（稲敷郡阿見町大字若栗）
- 阿見町中央公民館（稲敷郡阿見町大字若栗）